# Cantone di Calais-1
Il Cantone di Calais-1 è una divisione amministrativa dell'Arrondissement di Calais.
È stato costituito a seguito della riforma approvata con decreto del 24 febbraio 2014, che ha avuto attuazione dopo le elezioni dipartimentali del 2015.

## Composizione
Comprende parte della città di Calais e i 10 comuni di:
- Bonningues-lès-Calais
- Coquelles
- Escalles
- Fréthun
- Hames-Boucres
- Nielles-lès-Calais
- Peuplingues
- Pihen-lès-Guînes
- Saint-Tricat
- Sangatte